# Veszprém Aréna
Veszprém Aréna – wielofunkcyjna hala sportowa w Veszprémie na Węgrzech. Hala została otwarta w lipcu 2008 roku. Na łącznej powierzchni hali – 1750 m² – znajduje się w sumie 5014 miejsc siedzących (na mecze piłki ręcznych) oraz 6000 do wykorzystania na koncerty. Koszt wybudowania wyniósł 4,7 miliarda forinta (w maju 2014 – ok. 15,5 miliona euro). Hali używa drużyna MKB Veszprém KC.